# 奥雷莉·菲利佩蒂
奥雷莉·菲利佩蒂（法語：Aurélie Filippetti，法語發音：[oʁeli filipɛti]，1973年6月17日—）是意大利裔的法國政治家和小說家。她的家族源於瓜爾多塔迪諾。
2012年5月16日起擔任法國文化和通訊部部長。直至2014年曼努埃尔·瓦尔斯總理改組內閣。

## 連結
- Blog of Aurélie Filippetti (in French)